# Kometa

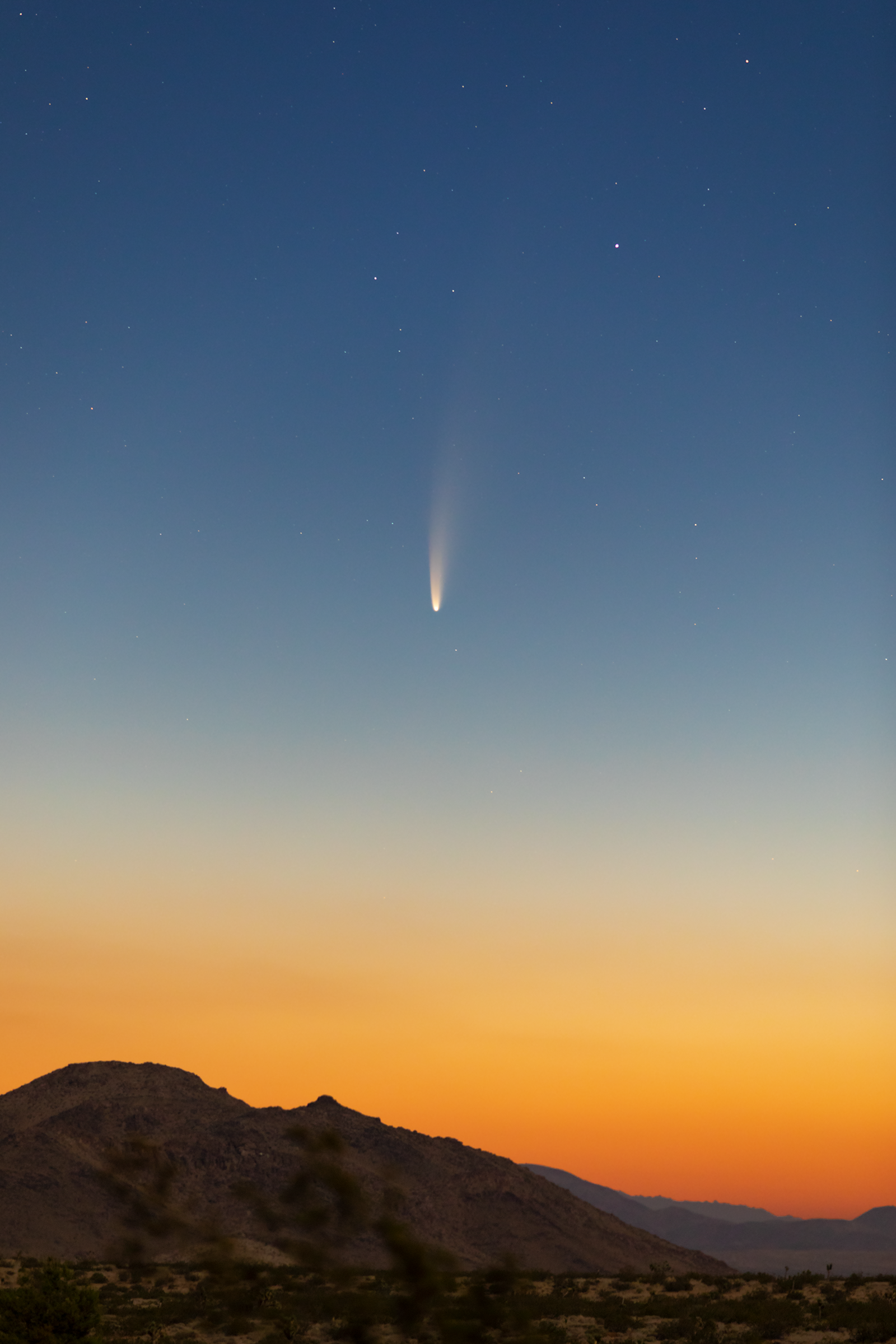
Kometa C/2020 F3 (NEOWISE) widziana w Kalifornii 7 lipca 2020 roku.

Animacja przedstawiająca ruch komety okresowej (A – gwiazda, B – orbita najdalszej planety, C – kometa)

Kometa – małe, lodowo-skalne porowate ciało, składające się z gazów, lodu i materii skalnej, które zbliżając się do gwiazdy (na mniej więcej odległości 2 AU), uwalnia pył i gruz oraz gaz ze swojej powierzchni, tworząc dwa warkocze kometarne – jeden jonowy składający się ze zjonizowanych cząsteczek odpychanych przez ciśnienie słoneczne oraz pyłowy tworzony przez pył i fragmenty skał.
Rozmiary jąder kometarnych mieszczą się zwykle w przedziale od kilku metrów do kilkudziesięciu km, za to koma może osiągać średnicę rzędu setek tysięcy, a nawet milionów kilometrów. Z kolei długość warkocza kometarnego może sięgać nawet kilkadziesiąt milionów kilometrów (najdłuższy potwierdzony warkocz jonowy miała kometa McNaughta). Pomimo olbrzymich rozmiarów, zarówno głowa, jak i warkocz komety charakteryzują się bardzo niską gęstością, o kilka rzędów wielkości niższą od gęstości powietrza.
W skład jądra kometarnego wchodzi głównie zmrożony pył, drobne fragmenty skalne oraz lód, przy czym najczęściej jest to lód wodny zmieszany z zestalonym tlenkiem węgla i dwutlenkiem węgla, metanem, formaldehydem i amoniakiem i niewielką domieszką innych substancji.
Tradycyjny podział małych ciał Układu Słonecznego na emitujące gaz, poruszające się po wydłużonych orbitach komety i nieaktywne, krążące po bardziej kołowych orbitach (głównie między Marsem a Jowiszem) planetoidy, uległ z początkiem XXI wieku zatarciu. Odkryto wtedy całe spektrum obiektów o niejednoznacznej charakterystyce, m.in.:
- komety pasa głównego, które poruszają się po orbitach typowych dla planetoid, wykazując jednocześnie od czasu do czasu aktywność (emisję materii) typową dla komet,
- planetoidy, które wiele lat po odkryciu gwałtownie wykształciły typowe dla komet warkocze (np. 6478 Gault),
- damokloidy – planetoidy będące prawdopodobnie "wygasłymi" kometami.

Wśród typowych komet wyróżniamy komety krótkookresowe, wracające do Słońca nie rzadziej niż raz na 200 lat, które prawdopodobnie pochodzą z Pasa Kuipera i Dysku Rozproszonego oraz komety długookresowe przylatujące do nas z zewnętrznych obszarów Układu Słonecznego – dysku rozproszonego i Obłoku Oorta. W 2020 roku w Układzie Słonecznym zidentyfikowano także pierwszą kometę międzygwiazdową (przybywającą do nas z innego układu planetarnego) - obecnie dwie takie komety są znane.

## Etymologia
Słowo „kometa” pochodzi od łacińskiego cometes, które zostało zaczerpnięte od greckiego κομήτης (komētēs) oznaczającego „długowłosa”. Jako pierwszy określenia komētēs użył Arystoteles, opisując je jako „gwiazdy z włosami”.
Jeszcze w XIX wieku słowo kometa w języku polskim było rodzaju męskiego:

Dziś oczy i myśl wszystkich pociąga do siebie

Nowy gość dostrzeżony niedawno na niebie:

Był to kometa pierwszej wielkości i mocy,

Zjawił się na zachodzie, leciał ku północy

Z objaśnień poety – „Pamiętny kometa roku 1811”. Mowa o komecie C/1811 F1.

## Komety okresowe
Komety okresowe powracają do centrum układu planetarnego regularnie lub nieregularnie (np. kometa Halleya), poruszając się po orbitach eliptycznych. W jednym z ognisk takiej elipsy znajduje się gwiazda, rzadko planeta (przykładowo Jowisz), ale tylko po przechwyceniu. W porównaniu do planet, orbity komet okresowych są silnie eliptyczne.
Komety nieokresowe to komety pojawiające się układzie planetarnym tylko raz, bądź takie, których przelot był pierwszym odnotowanym przez człowieka. Ich tor ma kształt paraboli lub hiperboli z gwiazdą w ognisku tej krzywej. Oddziaływanie grawitacyjne komet z gazowymi olbrzymami może zmienić jej orbitę i okres jej obiegu, co miało miejsce w przypadku komety Halleya.
Komety długookresowe (zbliżające się do Słońca rzadziej niż co 200 lat) pochodzą prawdopodobnie z Obłoku Oorta, nazwanego tak na cześć Jana Hendrika Oorta, który jako pierwszy postawił hipotezę dotyczącą istnienia chmury małych obiektów w odległości od 50 000 do 200 000 au od Słońca. Komety krótkookresowe pochodzą z bliższego Pasa Kuipera, ale zdarzają się pochodzące z pasa planetoid.
Zbliżenie się komety do Słońca jest wynikiem zaburzenia jej orbity przez oddziaływanie grawitacyjne innych ciał, co powoduje, że niektóre kierują się w pobliże Słońca, wchodząc na orbity eliptyczne lub poruszając się po paraboli lub hiperboli.

## Odkrywanie i obserwowanie
Na ogół komety, przebywając daleko od Słońca, jako małe ciała niebieskie nie są obserwowane nawet przez wielkie teleskopy, ani obserwatoria i są odkrywane dopiero po zbliżeniu się do niego, gdy rozwinie się koma. Niektóre komety są nawet na początku uznawane za planetoidy, ale poprawki ostatecznie klasyfikują takie obiekty jako właśnie komety. Nowe komety są stale odkrywane dzięki obserwacjom nieba z wykorzystaniem teleskopów o szerokim polu widzenia. Badaniami tego typu zajmują się zawodowi astronomowie oraz amatorzy z całego świata. Dzięki wykonywaniu wielu zdjęć możliwe jest dostrzeżenie komety poruszającej się na tle nieruchomych gwiazd. Zazwyczaj są to niepozorne, ciemne, rozmyte plamki, czasem z delikatnie zarysowanym warkoczem. Wiele komet zostaje również odkrywanych przez amatorów. W 2003 roku powstała organizacja Sungrazer Project, która zrzesza pasjonatów, poszukujących komet muskających Słońce na zdjęciach przesłanych z sondy SOHO. W obecnych czasach ciężko jest wyprzedzić automatyczne przeglądy nieba i odkryć amatorsko kometę za pomocą teleskopu, lornetki czy też gołym okiem. Komety cieszą się ogólnym zainteresowaniem wśród ludzi, zwłaszcza jeśli kometa będzie dobrze widoczna i jasna. Większość komet jest obserwowanych przez teleskopy, a ich peryhelia znajdują się blisko orbity Marsa lub Ziemi. W ciągu roku odkrywanych jest około 20 komet na tyle jasnych, by można je było dostrzec za pomocą amatorskiego sprzętu, np. lornetki czy teleskopu. Jasne, widoczne gołym okiem obiekty, nie są częstym widokiem na niebie.

## Właściwości fizyczne
W czasie zbliżania się komety do wnętrza układu planetarnego, promieniowanie gwiazdy centralnej powoduje topienie i parowanie zewnętrznych warstw jądra, złożonych z lodu, skał oraz wielu innych składników. Strumienie pyłu i gazu formują rozrzedzoną atmosferę, nazywaną komą, która wystawiona jest na oddziaływanie ciśnienia promieniowania oraz wiatru słonecznego. Zjonizowane cząsteczki i bardzo drobny pył jest odpychany w kierunku od Słońca, poruszając się zgodnie z liniami pola magnetycznego. Pył porusza się wolniej, przez co warkocz pyłowy często jest zakrzywiony, wskazując kierunek orbity. Jądro komety ma średnicę od kilku metrów (komety o takich rozmiarach niemal natychmiast w momencie przejścia peryhelium się rozpadają) do kilkudziesięciu km (największą znaną kometą jest C/2014 UN271 (Bernardinelli-Bernstein), mająca średnicę 117 km), natomiast średnica komy wynosi od 50 tysięcy do 250 tysięcy km.
Szacuje się, że kometa w pobliżu peryhelium, traci kilka ton gazu i pyłu na sekundę.
Zarówno koma, jak i warkocz są podświetlane przez Słońce, dzięki czemu są doskonale widoczne z Ziemi, kiedy kometa znajdzie się w centrum Układu Słonecznego. Pył rozprasza światło słoneczne, podczas kiedy zjonizowane cząsteczki świecą wskutek rozgrzania do wysokiej temperatury. 
Jądra komet są bardzo ciemnymi obiektami. Sonda Giotto zmierzyła albedo jądra komety Halleya na 4%, a Deep Space 1 – komety Borrelly’ego na 2,4–3%. Słońce uwalnia lotne substancje z jądra komety, pozostawiając związki organiczne złożone z długich łańcuchów węglowych, które są zwykle czarne, co przyspiesza nagrzewanie komety podczas przejścia przez wewnętrzne obszary układu planetarnego.

W 1996 r. zaobserwowano, że komety emitują promieniowanie rentgenowskie. Źródłem promieniowania rentgenowskiego mogą być zderzenia rozpędzonych jonów pochodzących z wiatru słonecznego z atomami zawartymi w atmosferze komety, co prowadzi do emisji w zakresie promieniowania rentgenowskiego oraz dalekiego ultrafioletu. Zdarza się, że orbita komety przecina ziemską bądź przechodzi bardzo blisko niej. W wyniku tego okruchy pozostawione przez kometę, wlatują w ziemską atmosferę, przez co powstaje deszcz meteorów.

Budowa komety (nie w skali)

## Skład i budowa
Komety najwięcej zawierają wody, stanowiącej około 75-80% składu chemicznego. Resztę składu stanowi czad, dwutlenek węgla, metan, amoniak i formaldehyd. Jądro kometarne pokryte jest czarną skorupą mającą grubość zwykle kilku cm (niekiedy kilka m). W skład tej skorupy wchodzą krzemiany, sklejone organicznymi związkami węgla. Poniżej znajduje się gruba na kilka metrów warstwa lodu i pyłu. Wyniki badań lądownika Philae, wykazały, że woda pochodząca z komety 67P/Czuriumow-Gierasimienko, posiada stosunek wodoru do deuteru 3 razy większy w porównaniu na Ziemi. To wskazuje na to, że woda na Ziemi nie pochodzi z komet, przynajmniej nie takich, jak 67P.

## Parametry orbit

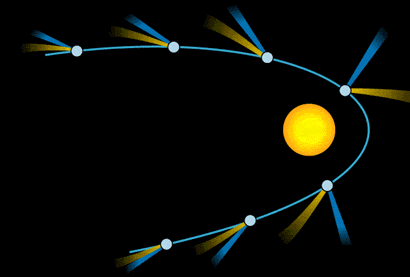
Warkocze komety ustawiają się w kierunku od Słońca, choć warkocz pyłowy „zostaje w tyle”

Komety są klasyfikowane według okresu obiegu na krótkookresowe (okresowe), które całą orbitę pokonują w czasie mniejszym niż 200 lat oraz długookresowe z większym czasem obiegu. Komety obu tych rodzajów są trwale związane grawitacyjnie z gwiazdą. Szczególną klasę stanowią komety, których orbity znajdują się w pasie planetoid. Komety nieokresowe pojawiają się w centrum układu planetarnego tylko raz, poruszając się po torach parabolicznych lub hiperbolicznych i potem opuszczają układ planetarny na zawsze.
Współczesne obserwacje pozwoliły na wykrycie kilku komet poruszających się po hiperbolach, których obecność można przypisać grawitacyjnemu oddziaływaniu Jowisza. Jeżeli komety dotarły do Układu Słonecznego z przestrzeni międzygwiezdnej, powinny poruszać się z prędkościami typowymi dla względnego ruchu gwiazd (dziesiątki kilometrów na sekundę). Takie obiekty mają dodatnią całkowitą energię mechaniczną i poruszają się po szczególnie wydłużonych torach hiperbolicznych. Szacunki wskazują, że w ciągu jednego stulecia w obszarze wyznaczanym przez orbitę Jowisza mogą pojawić się cztery komety hiperboliczne. Szacunek jest na tyle niepewny, że faktyczna ich liczba może być różna o jeden lub dwa rzędy wielkości.
Kometa Enckego jest kometą okresową o jednym z najkrótszych czasów obiegu wokół Słońca. Jej orbita nigdy nie pozwala tej komecie na oddalenie się od gwiazdy centralnej na odległość większą niż promień orbity Jowisza. Komety o tak krótkich okresach pochodzą prawdopodobnie z Pasa Kuipera, choć obecnie przeważa pogląd, że komety krótkookresowe pochodzą z położonego za Pasem Kuipera, choć znacznie bliżej od Obłoku Oorta, Dysku Rozproszonego. Źródłem komet długookresowych jest zapewne Obłok Oorta. Astronomowie postawili szereg hipotez dotyczących mechanizmów prowadzących do wytrącania komet z ich orbit w kierunku centrum układu planetarnego. Według niektórych badaczy źródłem perturbacji mogą być bliskie przejścia innych gwiazd poruszających się po orbitach wokół centrum Drogi Mlecznej.
Mała masa komet oraz duża eliptyczność orbit prowadzi „gwiazdy z warkoczami” w pobliże gazowych olbrzymów Układu Słonecznego. Ruch komet może zostać zaburzony przez oddziaływania grawitacyjne największych planet. Najważniejszym źródłem takiego oddziaływania jest Jowisz, którego masa jest dwa razy większa niż suma mas wszystkich innych planet.
Wiele komet okresowych „zgubiono”, gdyż ich orbity nie były znane dość dokładnie, aby możliwe było precyzyjne wyznaczenie ich przyszłego toru. Niektóre odkryte komety po przeprowadzeniu dokładnych obliczeń okazują się być znanymi z przeszłości. Przykładem może być kometa 11P/Tempel-Swift-LINEAR, odkryta w roku 1869 i zagubiona po 1908 na skutek oddziaływania Jowisza. Ponownie dostrzeżono ją w roku 2001 podczas obserwacji prowadzonych w projekcie LINEAR.

## Nazewnictwo komet
Do XX wieku nazwy nadawane kometom były tworzone według różnych zasad. W nazwach większości komet umieszczano rok pojawienia się na niebie oraz dodatkowe określenia przypisywane najjaśniejszym, np. „Wielka Kometa z 1680” (kometa Kircha), „Wielka Kometa Wrześniowa z 1882, „Wielka Kometa Dzienna z 1910” („Wielka Kometa Styczniowa z 1910”). Po tym jak Edmond Halley stwierdził, że komety z lat 1531, 1607 i 1682 odpowiadają kolejnym przelotom jednego ciała przez centrum Układu Słonecznego i przewidział jej powrót na rok 1759, została ona nazwana kometą Halleya. Na tej samej zasadzie nazwano kolejne odkryte komety okresowe, czyli kometę Enckego i kometę Bieli, nazwane tak na cześć astronomów, którzy jako pierwsi obliczyli ich orbity. Potem przyjęto zasadę, że dla komet okresowych nazwa ma pochodzić od jej pierwszego odkrywcy.
Na początku XX w. przyjęto jednolity system nazewnictwa komet, który obowiązuje do dziś. Komety nazywane są od nazwisk maksymalnie trzech pierwszych odkrywców, którzy zaobserwowali je niezależnie od siebie. W ciągu ostatnich kilku lat wiele komet odkryto dzięki pracy zespołów astronomów stosujących do tego celu specjalne teleskopy. W takiej sytuacji w nazwie komety umieszcza się nazwę instrumentu badawczego, np. Kometa IRAS-Araki-Alcock, odkryta przez satelitę IRAS oraz astronomów amatorów Genichi Araki i George’a Alcocka. Jeżeli jeden badacz lub zespół astronomów odkryli więcej niż jedną kometę, do ich nazw dodawano kolejne numery, np. komety od Shoemaker-Levy 1 do Shoemaker-Levy 9.
Współcześnie automatyczne sondy odkrywają tak wiele komet, że taki system nazewnictwa okazuje się niepraktyczny. Do sierpnia 2005 r. sonda SOHO zaobserwowała 1000 nowych komet. W takiej sytuacji zapewnienie każdej komecie unikalnej nazwy stało się mało praktyczne. W zamian wprowadzono system jednolitych oznaczeń, który pozwala na unikanie pomyłek.
Przed rokiem 1994 kometom nadawano najpierw oznaczenie prowizoryczne, składające się z roku odkrycia oraz małej litery wskazującej na kolejność odkrycia w danym roku. Np. kometa Bennetta 1969i została odkryta jako dziewiąta w roku 1969. Po określeniu czasu przejścia przez peryhelium orbity, czyli momentu największego zbliżenia komety do Słońca, nadawano jej oznaczenie oparte na roku, w którym przechodzi ona przez ten punkt. Za rokiem dodawano liczbę cyframi rzymskimi, określającą kolejność wśród komet przechodzących przez peryhelium w tym samym roku. Kometa Benetta 1969i otrzymała oznaczenie definitywne Kometa Bennetta 1970 II, bo jako druga przeszła przez peryhelium w roku 1970.
Stały wzrost liczby odkrywanych komet doprowadził do zmiany tej procedury nadawania oznaczeń. W roku 1994 Międzynarodowa Unia Astronomiczna przyjęła nowy sposób oznaczania komet. Obecnie kometom nadaje się oznaczenie pochodzące od roku jej odkrycia, litery oznaczającej połówkę miesiąca dla daty odkrycia oraz kolejnego numeru dla wszystkich komet odkrytych w ciągu tego okresu. Podobny system przyjęto wcześniej dla planetoid. Czwarta kometa odkryta w drugiej połowie lutego 2006 r. otrzymuje w ten sposób oznaczenie 2006 D4. Jeśli kometa długookresowa była obserwowana kilka razy, otrzyma oznaczenie P/, np. 153P-Ikeya-Zhang była obserwowana już przez chińskich astronomów w XVII wieku. Wprowadzono też specjalne przedrostki oznaczające typ komety:
- P/ – kometa okresowa,
- C/ – kometa nieokresowa
- X/ – kometa, dla której nie udało się określić dokładnej orbity,
- D/ – zagubiona kometa lub taka, która uległa zniszczeniu,
- A/ – kometa, która potem okazała się innym obiektem (planetoidą, planetą karłowatą itp.)

Po drugim przejściu przez peryhelium kometom okresowym nadawany jest numer określający kolejność ich odkryć. Kometa Halleya, jako pierwsza uznana za okresową, ma oznaczenie 1P/1682 Q1, a kometa Hale’a-Boppa jest oznaczona jako C/1995 O1. 
Niektóre obiekty mają nadany numer jako planetoidy, ale są również oznaczone jako komety okresowe:
- (2060) Chiron (95P/Chiron),
- (4015) Wilson-Harrington (107P/Wilson-Harrington),
- (7968) Elst-Pizarro (133P/Elst-Pizarro),
- (60558) Echeclus (174P/Echeclus),
- (118401) LINEAR (176P/LINEAR).

zobacz też: (1566) Ikar, (3200) Phaethon, (196256) 2003 EH1 oraz Damokloidy.

## Komety w historii nauki

### Pierwsze obserwacje i przemyślenia
W starożytności powszechne było przekonanie, że komety wieszczą nieszczęście. Nagłe pojawienie się jasnej komety na firmamencie interpretowano jako atak bóstw lub innych nadnaturalnych bytów zamieszkujących niebiosa skierowany przeciw mieszkańcom Ziemi. Niektórzy naukowcy sądzą, że występujące w starożytnych tekstach nawiązania do „spadających gwiazd” obecne w eposie o Gilgameszu, Apokalipsie lub Księdze Henocha mogą odnosić się do komet lub bolidów. Pojawienie się w 44 r. p.n.e. jasnej komety powiązano z zabójstwem Juliusza Cezara kilka miesięcy wcześniej.
W pierwszej części Meteorologii Arystoteles przedstawił swoje poglądy dotyczące komet, które w kulturze europejskiej stały się podstawą wiedzy na ich temat przez kolejne dwa tysiące lat. Grecki astronom odrzucił stwierdzenia kilku wcześniejszych filozofów, którzy sądzili, że komety są planetami lub mają z nimi jakiś związek. Arystoteles zauważył, że planety poruszają się zawsze w pasie ograniczonym przez gwiazdozbiory Zodiaku, podczas kiedy komety mogą pojawić się na dowolnej części sfery niebieskiej. Według Arystotelesa komety miały być zjawiskiem zachodzącym w górnych warstwach atmosfery, gdzie gorące i suche opary miały czasami zbierać się i płonąć. Podobnie grecki filozof tłumaczył nie tylko pojawianie się komet, ale również meteorów, ich rojów oraz zorzy polarnej. Według niego również Droga Mleczna była tak naprawdę zjawiskiem atmosferycznym.
Kilku późniejszych filozofów starożytnych kwestionowało tezy Arystotelesa. Seneka Młodszy w jednej z ksiąg „Naturales quaestiones” zauważył, że komety poruszają się po niebie w sposób regularny, a ich ruch nie jest zakłócany przez wiatr, co jest typowe dla większości zjawisk meteorologicznych. Seneka stwierdził, że planety, owszem, zawsze pojawiają się na tle Zodiaku, ale nie ma żadnego logicznego powodu, aby ciało do nich podobne nie mogło się znajdować na innej części sfery niebieskiej, tym bardziej że wiedza na temat ciał niebieskich jest bardzo ograniczona. Poglądy na naturę komet propagowane przez Arystotelesa uznawano za bardziej wiarygodne do XVI w., kiedy potwierdzono, że komety znajdują się poza atmosferą Ziemi.
W roku 1577 na niebie przez kilka miesięcy widoczna była jasna kometa. Duński astronom Tycho Brahe, w oparciu o swoje pomiary połączone z informacjami od innych badaczy, stwierdził, że kometa nie wykazuje dającej się zmierzyć paralaksy. Według jego obliczeń „gwiazda z warkoczem” znajdowała się przynajmniej cztery razy dalej od Ziemi niż Księżyc.

### Badania ruchu komet

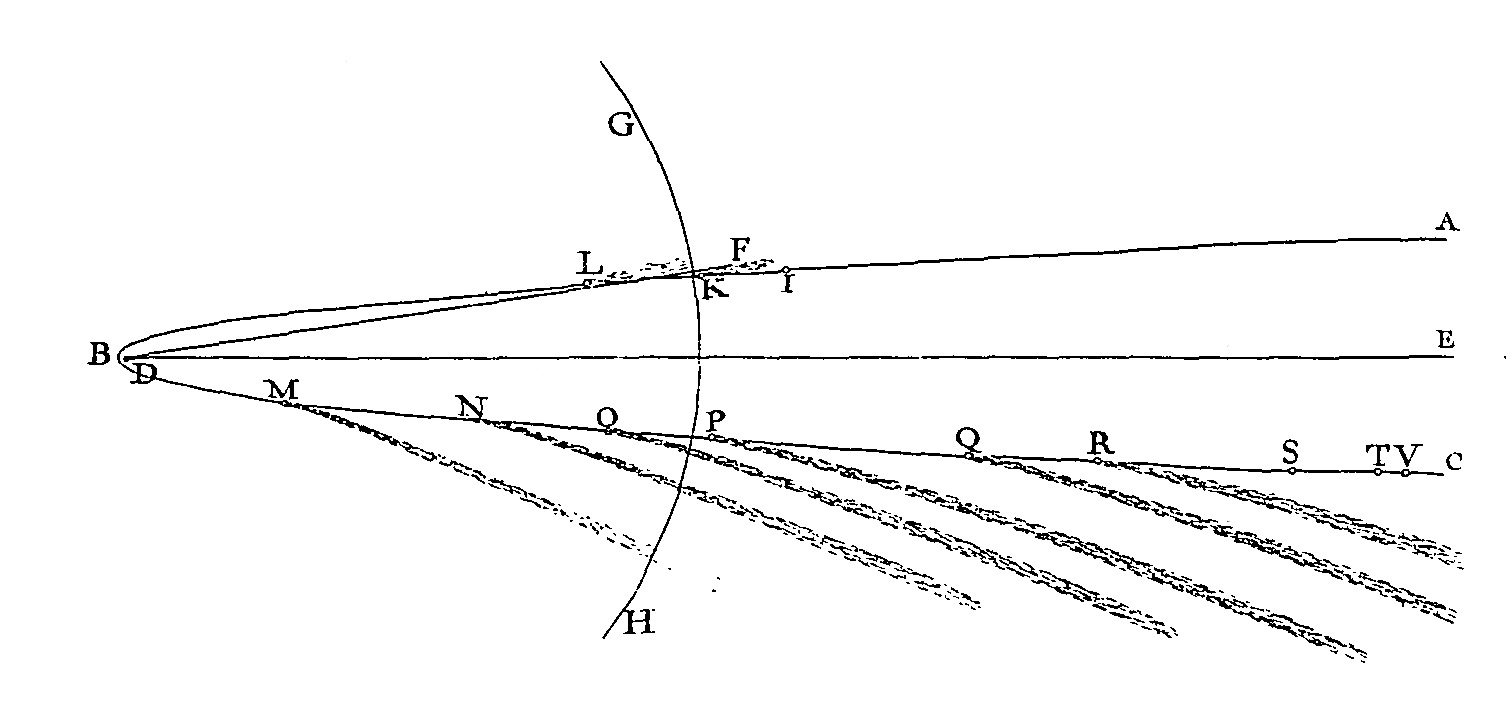
Tor komety z 1680 daje się dopasować do paraboli (ilustracja z Principia Mathematica Newtona)

Pomiary Tychona Brahe udowodniły, że komety znajdują się w przestrzeni pozaziemskiej, ale nierozwiązana została kwestia ich ruchu, którą rozważano przez następne stulecie. W roku 1609 uczeń duńskiego astronoma – Jan Kepler – wykazał, że planety nie krążą wokół Słońca po torach mających postać okręgów. Dokładne pomiary pozwoliły wykazać, że planety poruszają się po torach eliptycznych, zgodnie z prawami Keplera. Jednak komety, zdaniem duńskiego astronoma, poruszały się po liniach prostych. Galileusz, mimo że był zwolennikiem kopernikańskiego obrazu Wszechświata, odrzucał pomiary paralaksy wykonane przez Tychona Brahe. Włoski astronom sądził, że komety znajdują się w ziemskiej atmosferze i poruszają się po liniach prostych.
Jako pierwszy związek między ruchami planet i komet dostrzegł William Lower w roku 1610. Jego zdaniem do komet również należało stosować prawa Keplera. W następnych dekadach wielu astronomów, takich jak Pierre Petit, Giovanni Borelli, Adrien Auzout, Robert Hooke, Johann Baptist Cysat i Giovanni Cassini popierało koncepcję parabolicznych lub eliptycznych torów komet. Z drugiej strony badacze tacy jak Christian Huygens czy Jan Heweliusz byli przekonani, że „gwiazdy z warkoczami” poruszają się po liniach prostych.
Ostateczne rozstrzygnięcie przyniosła jasna kometa, odkryta 14 listopada 1680 r. przez Gottfrieda Kircha. Astronomowie w całej Europie śledzili jej ruch przez kilka miesięcy. W roku 1681 saksoński pastor Georg Samuel Doerfel przedstawił obliczenia pozwalające na dopasowanie toru komety do paraboli ze Słońcem w ognisku. W roku 1687 Isaac Newton wydał dzieło Principia Mathematica. Teoria grawitacji pozwalała na pełne wyjaśnienie ruchu komet, zarówno okresowych, jak i nieokresowych. Jako przykładu w obliczeniach Newton użył toru komety z roku 1680.
W roku 1705 Edmond Halley zastosował metodę obliczeń zaproponowaną przez Newtona dla 24 komet, które zaobserwowano w latach od 1337 do 1698. Okazało się, że parametry orbitalne komet z lat 1531, 1607 i 1682 były podobne. Halley doszedł do wniosku, że była to jedna kometa, która odwiedzała centrum Układu Słonecznego co 75 lat. Dalsze obliczenia Halleya wykazały, że zmiany parametrów orbity wynikały z perturbacji grawitacyjnych powodowanych przez oddziaływania Jowisza i Saturna. Halley przewidział, że kometa pojawi się ponownie w latach 1758–1759. Wcześniej Robert Hooke uznał komety z lat 1664 i 1618 za jeden obiekt, Jean-Dominique Cassini podejrzewał, że komety z lat 1577, 1665, i 1680 odpowiadały kolejnym odwiedzinom innej komety okresowej. Obaj się mylili. Halley jako pierwszy poprawnie przewidział powrót komety. Obliczenia te zostały powtórzone przez trzech francuskich matematyków Alexisa Clairauta, Josepha Lalande i Nicole-Reine Lepaute, którzy wykonali je z większą dokładnością. Według ich szacunków kometa miała przejść przez peryhelium w roku 1759. Datę podali z dokładnością miesiąca. Kiedy kometa powróciła w pobliże Słońca zgodnie z przewidywaniami, nazwano ją na cześć nieżyjącego już wtedy Edmonda Halleya. Obecnie nosi ona oficjalne oznaczenie 1P/Halley i kolejny raz zawita na ziemskim niebie w roku 2061.
Kometa Halleya dzięki jasności mogła być za każdym razem obserwowana gołym okiem, co pozwoliło na zebranie bogatych historycznych zapisków. Kolejne komety okresowe odkrywano już z pomocą teleskopów. Jako druga za kometą okresową została uznana kometa Enckego (oznaczenie 2P/Encke). W latach 1819–1821 niemiecki matematyk i fizyk Johann Franz Encke obliczył orbity dla komet z lat 1786, 1795, 1805 i 1818, co pozwoliło mu stwierdzić, że tak naprawdę była to ta sama kometa. Encke przewidział jej powrót w roku 1822. Przed końcem wieku pary i elektryczności znano siedemnaście komet okresowych. Do kwietnia 2006 r. astronomowie sklasyfikowali 175 komet okresowych, z których kilka w tym czasie uległo zniszczeniu lub zaginęło w bezmiarze kosmosu. W efemerydzie komety są czasami oznaczane symbolem ☄.

### Badania właściwości fizycznych komet
Według Newtona komety miały być niezbyt wielkimi, sztywnymi i jednorodnymi bryłami, odpornymi na uderzenia. Według angielskiego fizyka komety cechowało podobieństwo do planet, ale miały większą swobodę ruchu i mogły poruszać się po wydłużonych eliptycznych orbitach. Warkocz komet miał być zdaniem Newtona strugą rozrzedzonego gazu, wytwarzanego w głowie komety na skutek działania ciepła słonecznego. Według niego komety były niezbędne, aby zapewnić Ziemi nowe dostawy wilgoci traconej na skutek parowania. Newton uważał, że bez takiego uzupełnienia wody planeta szybko zamieniłaby się w pustynię. Według ojca teorii grawitacji również powietrze na Ziemi miało pochodzić z wyziewów wytwarzanych przez komety.
Inni naukowcy sądzili, że komety mogą być niezbędne, aby dostarczyć Słońcu paliwo:

Aby poruszyć z tego wielkiego ciągu parowania

Odświeżająca wilgoć na ciałach niebieskich,

Poprzez ich długie eliptyczne wiatry; być może

By użyć gasnącemu słońcu nowego paliwa,

Aby rozświetliło światy i nakarmiło eteryczny ogień.

Jednak w wieku XVIII niektórzy badacze stawiali inne hipotezy dotyczące natury komet. W roku 1755 Immanuel Kant postawił tezę, zgodnie z którą komety byłyby zbudowane z substancji lotnych, których gwałtowne parowanie podczas przejścia przez peryhelium było źródłem astronomicznego widowiska. W roku 1836 niemiecki matematyk Friedrich Wilhelm Bessel po obserwacji przejścia przez peryhelium komety Halleya w roku 1835 doszedł do wniosku, że strugi gazu wytwarzane przez głowę komety mogą na zasadzie odrzutu generować siłę ciągu dość dużą, aby w dający się zmierzyć sposób zaburzyć ruch komety. Bessel w ten sposób tłumaczył niezgodności toru komety Enckego z obliczeniami zakładającymi istnienie wyłącznie perturbacji wynikających z oddziaływania grawitacyjnego.
W znaczący sposób obraz komet zmienił się w latach 1864–1866, kiedy włoski astronom Giovanni Schiaparelli obliczył orbitę Perseidów, czyli deszczu meteorów regularnie pojawiającego się w atmosferze Ziemi. Okazało się, że parametry orbity odpowiadają komecie Swift-Tuttle. Związek między deszczami meteorów a kometami stał się oczywisty, kiedy w 1872 r. Ziemia weszła w rój meteorów pochodzących z komety Biela. W roku 1846 kometa Biela podczas przejścia przez peryhelium rozpadała się na dwa fragmenty, a po 1852 nigdy już jej nie dostrzeżono. Astronomowie doszli do wniosku, że składała się ona z kosmicznego gruzu połączonego lodem w jedną zmrożoną bryłę.
Model ten zakwestionowano w połowie XX w., bo był sprzeczny z obserwacjami ogromnych ilości gazów wytwarzanych przez komety podczas kolejnych przejść w pobliżu Słońca. W roku 1950 Fred Lawrence Whipple zaproponował model, zgodnie z którym kometa była górą lodu zanieczyszczonego pyłem oraz skalnymi odłamkami. 

### Sondy badające komety
Wystrzelone przez Europejską Agencję Kosmiczną sonda Giotto oraz dwie sondy startujące z ZSRR Wega 1 i Wega 2 przekazały na Ziemię obraz jądra oraz strumieni gazu uwalniającego się z lodu. Sonda Giotto w 1986 roku dotarła w pobliże komety Halleya i minęła jej jądro z prędkością ponad 60 km/s. 21 września 2001 sonda NASA Deep Space 1 zbadała w podobny sposób kometę Borrelly’ego, potwierdzając, że podobnie wyglądają inne „gwiazdy z warkoczami”.
Komety powstały w zewnętrznych obszarach układów planetarnych. Proces mieszania materiału wewnątrz dysku protoplanetarnego doprowadził do przemieszczenia na zewnątrz drobnych krystalicznych ziaren minerałów, które powstały w pobliżu rodzącej się gwiazdy.
Od roku 2002 trwają spory dotyczące ilości lodu obecnego w kometach. Zespół NASA kontrolujący Deep Space 1 uzyskał obrazy wysokiej rozdzielczości, na których była widoczna kometa Borrelly'ego. Według badaczy mimo obecności strumieni gazu, powierzchnia komety jest ciepła i twarda, co stało w sprzeczności z założeniem, że jej powierzchnię pokrywa lód:
„Spektrum sugeruje, że powierzchnia jest ciepła i sucha. Zaskakujący jest brak śladów lodu wodnego.” (Laurence Soderblom z.S. Geological Survey).
Według badaczy wygląd komety da się wytłumaczyć długotrwałym działaniem Słońca. Lód na powierzchni stopił się i powstała skorupa zasłaniająca znajdujące się pod spodem zasoby wody.
Sonda Stardust wystrzelona w roku 1999 zebrała w styczniu 2004 cząsteczki z komy komety Wild 2. Na Ziemi próbki wylądowały w styczniu 2006 r. Claudia Alexander, badaczka uczestnicząca w programie Rosetta w należącym do NASA Laboratorium Napędów Odrzutowych (Jet Propulsion Laboratory), stwierdziła, że jej modele wskazują na bardzo dużą aktywność strumieni gazu wyrzucanego z komety. Obserwacje potwierdziły ich znaczą ilość na komecie oraz obecność po ciemnej stronie. Zdaniem Alexander strumienie mogą mieć dość siły, aby wyrwać z komety spore głazy. Kometa Wild 2 podczas oglądania z bliska niewiele przypominała zmrożoną hałdę kosmicznego gruzu.
W czerwcu 2005 r. sonda Deep Impact wystrzeliła w kierunku komety Tempel 1 pocisk, który wybił w jądrze krater. Obserwacje efektów kolizji z sondy Deep Impact oraz Rosetta miały posłużyć lepszemu zrozumieniu budowy komet. Obrazy uzyskane z sondy Deep Impact wykazały, że na powierzchni komety nie ma zbyt wiele lodu, który znajduje się na niewielkim obszarze. Większa część komet pokryta jest warstwą minerałów. Para i inne gazy wydostają się z wnętrza komety poprzez strumienie, które zasilają komę.
Sonda Rosetta weszła w sierpniu 2014 roku na orbitę komety 67P/Czuriumow-Gierasimienko, po czym w dniu 12 listopada tego samego roku umieściła na jej powierzchni lądownik Philae.

## Nietypowe komety
Kometa Enckego w peryhelium znajduje się bliżej Słońca niż Merkury, natomiast w aphelium zbliża się w pobliże orbity Jowisza, co oznacza, że jej orbita jest bardzo eliptyczna.
Na drugim biegunie znajduje się kometa 29P/Schwassmann-Wachmann, której orbita przypomina okrąg. Odległość tej komety od Słońca mieści się między promieniami orbit Jowisza i Saturna. Podobnie jest w przypadku obiektu (2060) Chiron, który został początkowo uznany za planetoidę, ale potem zauważono, że otacza go rozrzedzona koma. Chiron krąży po prawie kołowej orbicie, która zawiera się między orbitami Saturna i Urana; obiekty tego typu nazywa się obecnie centaurami. Za planetoidę uznano początkowo również kometę 137P/Shoemaker-Levy. Postawiono hipotezę, według której niektóre planetoidy bliskie Ziemi mogą być wypalonymi jądrami komet, które pozbyły się składników lotnych.
Astronomowie zaobserwowali kilka przypadków rozpadu komety na mniejsze fragmenty. W roku 1846 kometa Biela rozpadła się na dwa fragmenty podczas przejścia przez peryhelium. W roku 1852 ostatni raz dostrzeżono przejście w pobliżu Słońca tych dwóch fragmentów zniszczonego jądra. W latach 1872 i 1885 na niebie pojawiły się roje meteorów, które pokrywały się z czasem przelotu zniszczonej komety.

### Komety bliskie Słońcu
Inną grupę komet stanowią komety muskające Słońce. Przechodzą one niezwykle blisko gwiazdy, co powoduje ich gwałtowne niszczenie. Przykładem może być kometa Ikeya-Seki, której jądro w roku 1965 rozpadło się na trzy fragmenty tuż przed największym zbliżeniem do Słońca. Obserwacje sondy SOHO przyczyniły się do okrycia wielu innych komet, które przelatują w pobliżu Słońca.

### Kometa Shoemaker-Levy 9

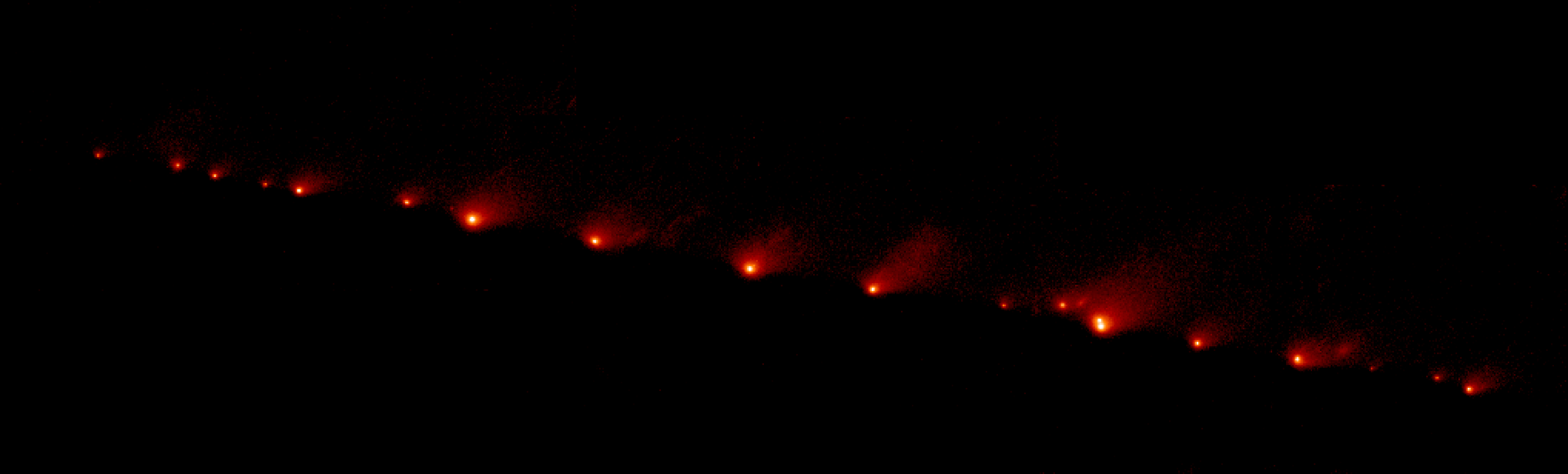
Formacja fragmentów jądra komety Shoemaker-Levy 9 zmierza w kierunku Jowisza

Odkryta w 1993 roku kometa Shoemaker-Levy 9 nie mieściła się w definicji tych ciał niebieskich. Kiedy pierwszy raz ją zaobserwowano stwierdzono, że jej orbita w jednym ze swoich ognisk nie miała Słońca, jak wszystkie inne komety, ale Jowisza. W roku 1992 w peryjowium doszło do jej rozpadu na kilka fragmentów. Kolejna pętla orbity tej komety została tak zacieśniona, że jej następne peryjowium znalazło się wewnątrz planety. W czerwcu 1994, w ciągu 6 dni, kolejne fragmenty Shoemaker-Levy 9 wdzierały się do atmosfery Jowisza, powodując eksplozje, które obserwowali astronomowie oraz sondy badające w tym czasie odległe obszary Układu Słonecznego. Taka kolizja komety z planetą była obserwowana po raz pierwszy.

### Najjaśniejsze komety XXI wieku

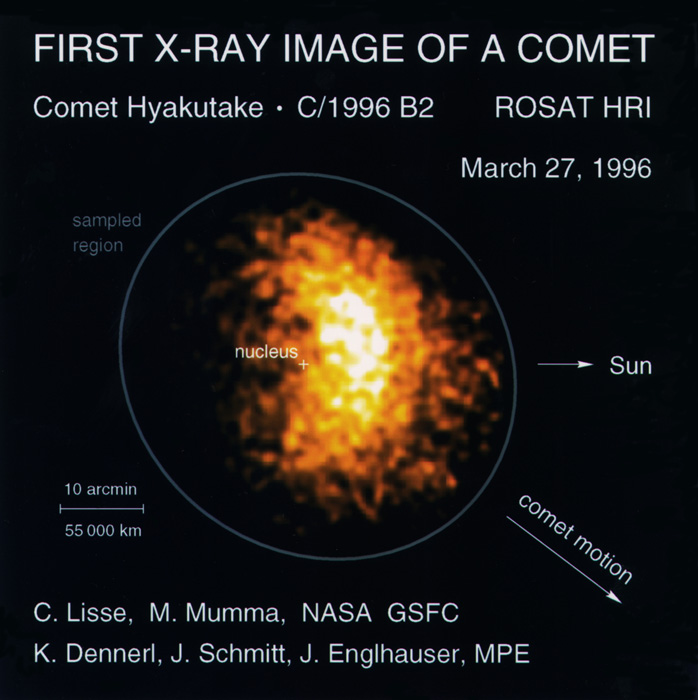
Obraz komety Hyakutake w promieniach rentgenowskich

W XXI wieku w Polsce można było dostrzec gołym okiem kilkanaście komet – były to m.in.:
1. C/2006 P1 (McNaught) – w maksimum miała około −6 mag i była widoczna w dzień kilka stopni od Słońca. Przez kilka wieczorów w styczniu 2007 była widoczna wyraźnie gołym okiem (z kilkustopniowym złocistym warkoczem) tuż nad horyzontem, kilkanaście-kilkadziesiąt minut po zachodzie Słońca – w tym czasie jedynym jaśniejszym od niej obiektem na niebie była Wenus.
2. C/2011 W3 (Lovejoy) – w 2011 roku osiągnęła wyjątkową jasność -4 mag, stając się obiektem bez problemu widocznym gołym okiem.
3. C/2023 A3 (Tsuchinshan-ATLAS) – 9 października 2024, w wyniku rozpraszania światła do przodu, jej jasność wyniosła -3,7 mag. Nie była wówczas widoczna, gdyż była w bardzo bliskiej odległości do Słońca na niebie.
4. C/2020 F3 (NEOWISE) - w lipcu 2020 osiągnęła jasność 0 mag, przez co była świetnie widoczna gołym okiem[44].

## Wybrane komety
Zestawienie wybranych komet:
- Kometa Enckego
- Kometa Halleya
- 109P/Swift-Tuttle
- 55P/Tempel-Tuttle
- Shoemaker-Levy 9 (zderzenie z Jowiszem 16–22 lipca 1994)
- Tempel 1 – cel sondy kosmicznej Deep Impact
- 67P/Czuriumow-Gierasimienko – cel misji Rosetta[45][46]

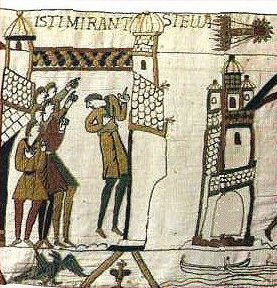
Detal Tkaniny z Bayeux upamiętniający pojawienie się Komety Halleya

## Komety w kulturze
Przez wewnętrzną część Układu Słonecznego przelatuje każdego roku kilkaset niewielkich komet, ale tylko kilka zostaje zauważonych przez opinię publiczną. W każdej dekadzie pojawia się przeciętnie jedna kometa, którą można dostrzec gołym okiem na nocnym niebie. W przeszłości jasne komety stawały się pożywką dla ludzkiego strachu, prowadząc do wybuchów paniki i histerii, bo powszechne było przekonanie, że stanowią dla mieszkańców Ziemi znak przed nadejściem jakiejś katastrofy.
Przed wynalezieniem teleskopów pojawienie się na niebie gwiazdy z warkoczem było dla ludzi nagłym wydarzeniem. Potem kometa tak samo szybko znikała z pola widzenia. Starożytni astrolodzy uznawali pojawienie się komety za zły znak oznaczający rychłą śmierć króla albo jakąś katastrofę. Starożytne teksty, takie jak np. chińskie zapiski na kościach do wróżenia, sugerują, że ludzie dostrzegali komety od tysiącleci.
Jednym z najbardziej znanych artefaktów, na którym przedstawiono kometę Halleya, jest Tkanina z Bayeux przedstawiająca podbój Wysp Brytyjskich przez Normanów w roku 1066. Przypadkiem miało to miejsce w tym samym roku.
W roku 1910 podczas przejścia przez peryhelium komety Halleya, Ziemia znalazła się w jej warkoczu. Dyletantyzm dziennikarzy spowodował, że gazety opublikowały błędne informacje na temat domniemanego zagrożenia powodowanego przez cyjan zawarty w gazach pochodzących z komety, co wywołało wśród czytelników poczucie zagrożenia. W roku 1997 podczas przejścia przez peryhelium komety Hale’a-Boppa kilkudziesięciu wyznawców kultu Heaven’s Gate popełniło masowe samobójstwo, wierząc, że w ten sposób mogą dostać się na statek kosmiczny, ukrywający się w jej warkoczu.